# Risco aviário

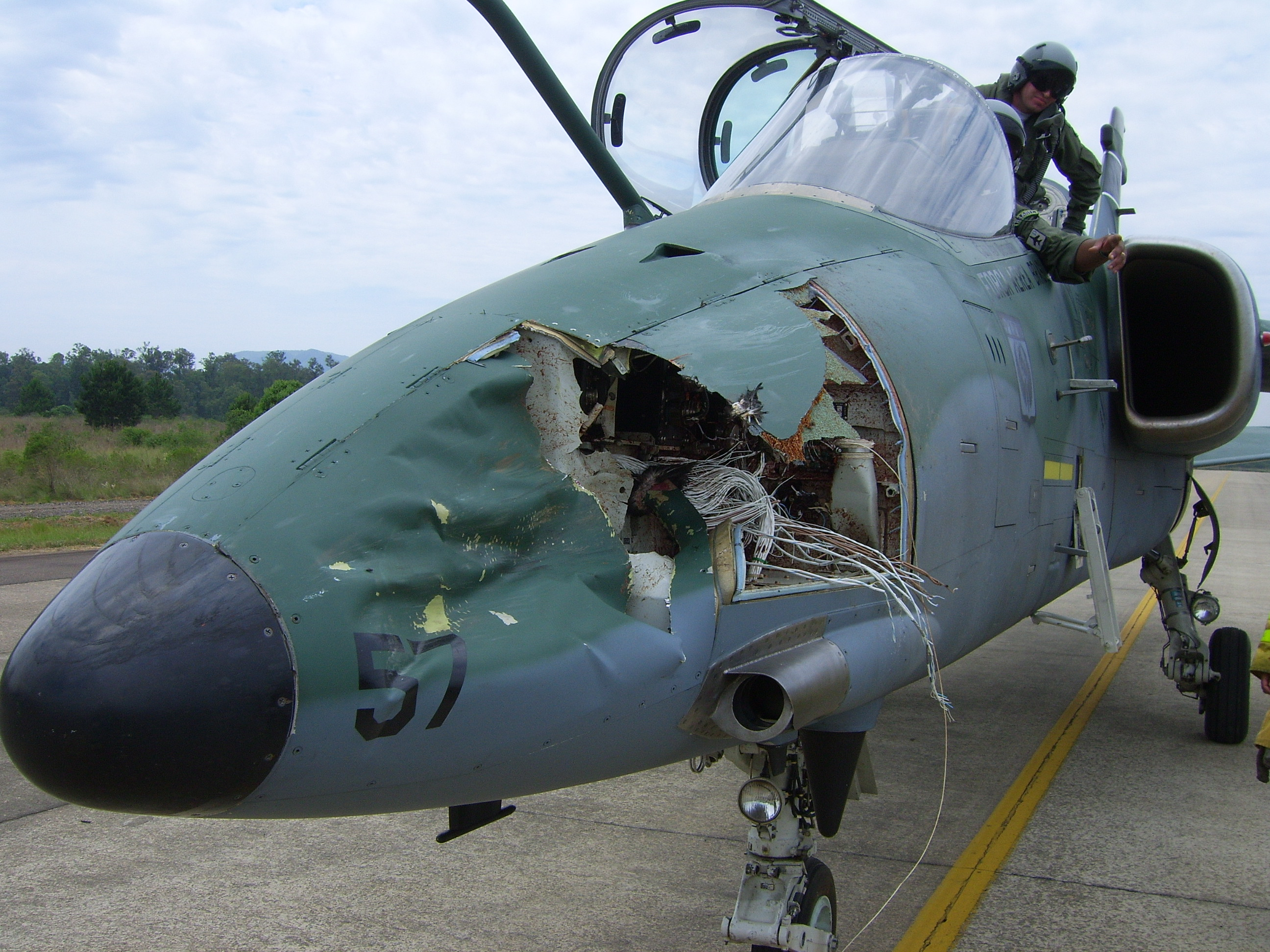
Um caça-bombardeiro AMX atingido por um Urubu-de-cabeça-preta

Risco aviário ou, atualmente, risco de fauna (em inglês Bird/wildlife strike risk) é, na aviação, o risco de colisão entre uma aeronave e uma ou mais aves. Desde 2012, a Organização de Aviação Civil Internacional (sigla em inglês ICAO) aumentou o leque dessa definição, incluindo morcegos e, principalmente, animais terrestres que se envolvem em colisões nas áreas de pouso de aeronaves em todo o mundo (Doc 9137 AN/898 Part 3). Essas colisões, quase sempre fatais para os animais, continuam causando acidentes aéreos que, por vezes, incluem mortes humanas também.
A ocorrência de acidentes com vítimas fatais envolvendo aeronaves de transporte comercial de passageiros é relativamente baixa: um caso por cada bilhão de horas de voo. Cerca de 65% das colisões com aves causam pouco ou nenhum dano aos aparelhos. Entretanto, acidentes mais sérios podem ocorrem se o animal se chocar com alguma parte da aeronave que não seja certificada para resistir ao impacto, como, por exemplo, o para-brisas de aeronaves menores ou mesmo se ocorrer a ingestão do animal pelo motor de aeronave de maior porte, como ocorreu em Nova Iorque, em 2009, no evento conhecido como o Milagre do Hudson.
Fato é que colisões com fauna envolvendo aviões civis geram, anualmente, prejuízos estimados de US$ 1,2 bilhão, segundo dados publicados em 2000.